# Sattva
En el hinduismo, sattuá (‘pureza’, o bien literalmente ‘existencia, realidad’) es la más rarificada (elevada) de las tres guṇas, según la filosofía Samkhya, sāttvika (puro), rājasika (enérgico) y tāmasika (oscuro).
Como adjetivo se utiliza sāttwika /sátuika/ (puro, en la modalidad de la bondad), españolizado «sátvico».
- सत्-त्व o bien सत्त्व, en letra devánagari.
- sat-tvá, en el sistema IAST.
- pronunciado /satuá/.

## Significado (según Monier Williams)
- ser, existencia, entidad, realidad (īśvara-sattuá: ‘la existencia del Amo’).[1]
- verdadera esencia, naturaleza, disposición mental, carácter.[2]
- esencia espiritual, espíritu, mente.[3]
- aire vital, vida, conciencia, fuerza de carácter, fuerza, firmeza, energía, resolución, coraje, independencia, sentido común, sabiduría, magnanimidad.[4]
- la cualidad de pureza o la cualidad de bondad; en la filosofía sankhia se considera la más elevada de las tres gunas (modalidades constituyentes de prakriti, la materia) debido a que hace que una persona sea honesta, veraz y sabia, o a una cosa limpia y pura.[5]; y de este modo lograr seguir el camino del dharma.
- sustancia material o elemental, entidad, materia, cosa.
- sustantivo.[6]
- un ser vivo o sentiente, criatura, animal.[7]
- embrión, feto.
- rudimento de vida (sattwá-lakṣaṇā).
- Nombre de un hijo de Dritarastra.[8]

## Objetos sátuicos
Para que un objeto o comida sea sátuika, debe estar sin contaminación y no debe difundir mal o enfermedad al mundo.
Al contrario, su presencia purifica el ambiente.
Cuando una persona consume esa comida, debe sentir que está comiendo comida pura.
El alimento debe ser saludable, nutritivo y limpio.
No debe debilitar el poder o el equilibrio de la mente.
No debe tener efectos embriagantes ni afrodisíacos.
Tampoco debe obtenerse mediante el dolor de otro ser vivo.
También se excluye la comida picante (raya guna) o fermentada (tama guna).
Algunos objetos que se pueden considerar sátvicos son:
- Flores, frutas y comida que —de acuerdo con la tradición hinduista— se pueden ofrecer a Dios.
- El árbol nimba
- La leche de vaca.

## Criaturas sátuicas
Una persona o criatura sátuika es la que tiene tendencias predominantemente sátuika.
- Una persona sátuika siempre trabaja para el bienestar de todos.
- Vive de manera moderada y despierta
- Trabaja moderadamente.
- Lleva una vida casta.
- Come moderadamente.
- Habla siempre la verdad, sin lastimar a nadie.
- No insulta.
- No siente envidia, no es codicioso ni egoísta.
- No engaña ni estafa.
- No piensa mal
- Tiene buena memoria y concentración.
- Ocupa algún tiempo en aumentar su conocimiento, adorar a Dios o meditar.
- Sus pensamientos (manasa: mente), palabras (vacha) y acciones (karman) coinciden.

Ejemplos:
- Santos y bhaktas (devotos) como Tulsidas y Tukaram.
- Antiguos rishis como Vásishta y Kasiapa
- Devás: seres divinos en los cielos; aunque las escrituras hindúes los consideran en la segunda modalidad (rayas), la de la pasión creativa.
- Alguna flora y fauna como el loto (que simboliza la pureza) y la vaca (que simboliza a la madre Tierra).